# 17a etapa del Tour de França 2008

Perfil de la 17a etapa del Tour de França 2008

La 17a etapa del Tour de França 2008 es va córrer el dimecres 23 de juliol, entre Embrun i l'Aup d'Uès, amb un recorregut de 210 km.

## Perfil de l'etapa
La 17a etapa és la darrera del Tour de França als Alps i va dur els ciclistes des d'Embrun fins a l'Aup d'Uès. L'inici de l'etapa remunta el curs del riu Durance, amb un recorregut amb falsos plans fins a trobar la primera dificultat del dia: la cota de Ste-Marguerite, de 3a categoria. A partir d'aquí el recorregut es fa més exigent. A Briançon s'abandona el curs del Durance per remuntar el riu Guisane. Després del primer dels dos esprints intermedis de la jornada, a Monêtier-les-Bains, s'inicia l'ascens del primer coll de categoria especial: el coll del Galibier. La seva llargada és de 20,9 km, amb un pendent mitjà del 5,6% i un màxim del 10%. Després d'un ràpid descens passant pel coll del Télégraphe, els ciclistes han d'afrontar la segona de les grans dificultats, el coll de la Croix-de-Fer, també de categoria especial i amb una llargada de 29 km, al 5,2% de mitjana, tot i que té uns pendents màxims del 10%. Després del descens han de superar el segon esprint intermedi, a Bourg-d'Oisans, als peus de la pujada final, a l'Aup d'Uès, amb els coneguts 21 revolts en 13,8 km de recorregut, al 7,9% de mitjana i pendents màxims de més del 12%.

## Desenvolupament de l'etapa
La sortida es fa a Embrun sota un sol de justícia. Durant els primers quilòmetres es van succeint els atacs, sense èxit fins que al km 16 Peter Velits (Team Milram), Rubén Pérez Moreno (Euskaltel–Euskadi) i Rémy di Grégorio (FDJ) agafen uns segons respecte al gran grup. Poc després se'ls afegeix Stefan Schumacher (Gerolsteiner) i a poc a poc van agafant diferència.
Per la cota de Ste. Margueritte (km 31) tenen una diferència de 2' 45" sobre el gran grup, i de 5' 30" a l'esprint intermedi de Monêtier-les-Bains, on comença l'ascens al Galibier. Durant l'ascensió no aconsegueixen augmentar les diferències, ja que el Team CSC va imposant un ritme constant al gran grup. Stefan Schumacher serà el primer a passar pel cim d'aquest colós alpí. Cinc minuts més tard passarà Bernhard Kohl, líder de la muntanya, encapçalant el gran grup i confirmant d'aquesta manera aquest mallot.
Durant el descens Rémy di Grégorio perd contacte amb els escapats. Rubén Pérez Moreno perd el contacte durant les primeres rampes del Coll de la Croix-de-Fer, quedant d'aquesta manera sols dos ciclistes al capdavant de la cursa.
Els companys del mallot groc Fränk Schleck imprimeixen un fort ritme al gran grup, perdent d'aquesta manera molts ciclistes pel darrere, agafant els despenjats del davant i retallant temps a Stefan Schumacher i Peter Velits.
Durant l'ascens Velits es distancia de Schumacher i passa en solitari pel cim. Bernhard Kohl, encapçalant el gran grup, passa en segona posició, confirmant encara més el seu lideratge en el gran premi de la muntanya.
Durant el descens la diferència entre Schumacher i el gran grup s'estanca entre 1' i 1' 30". Jérôme Pineau (Bouygues Telecom), que s'havia escapat durant el descens, enllaça amb Velits, arribant ambdós a les primeres rampes de l'Aup d'Uès, on seran agafats.
El grup principal s'ha vist reduït a una desena de corredors, principalment els líders dels equips. Carlos Sastre (Team CSC), quart a la general ataca des de lluny i aconsegueix desfer-se de la resta de ciclistes per marxar tot sol cap al cim. A poc a poc va augmentant la diferència fins a 1' 30". Per darrere els nervis comencen a aparèixer entre alguns corredors, veient com les diferències augmenten i ells no es posen d'acord per caçar l'escapat. Christian Vande Velde, Vladímir Iefimkin i Bernhard Kohl intenten atacar sense sort, mentre Denís Ménxov pateix dificultats a l'hora de seguir aquest grup.
La diferència de Sastre puja fins a 2' 30". Per darrere, Cadel Evans, tercer de la general, i favorit per obtenir el mallot groc a la contrarellotge de la penúltima etapa, es posa al capdavant del grup per reduir la diferència.
Finalment Carlos Sastre passa la línia de meta de l'Aup d'Uès en primera posició, aconseguint també el mallot groc, en superar per més de 2' la resta de favorits. Samuel Sánchez (Euskaltel–Euskadi) arriba segon, mentre que el company de Sastre, i mallot blanc dels joves, Andy Schleck és tercer.
Fränk Schleck arriba poc després, cedint el lideratge al seu company Sastre, del qual queda distanciat en 1' 24". Bernhard Kohl queda en tercera posició, a 1' 33" i Cadel Evans quart, a 1' 34". La resta de classificacions no canvien de mans: els punts per Óscar Freire, la muntanya per Bernhard Kohl i els joves per Andy Schleck.
El premi de la combativitat del dia és per a Peter Velits.

## Esprints intermedis
- 1r esprint intermedi. Monêtier les Bains (km 57,5)

| 1r | Rémy di Grégorio  | 6 pts |
| 2n | Peter Velits      | 4 pts |
| 3r | Stefan Schumacher | 2 pts |

- 2n esprint intermedi. Bourg d'Oisans (km 195)

| 1r | Jérôme Pineau     | 6 pts |
| 2n | Peter Velits      | 4 pts |
| 3r | Kurt Asle Arvesen | 2 pts |

## Ports de muntanya
- Cota de Sainte-Marguerite. 3a categoria (km 31)

| 1r | Stefan Schumacher  | 4 pts |
| 2n | Rémy di Grégorio   | 3 pts |
| 3r | Rubén Pérez Moreno | 2 pts |
| 4t | Peter Velits       | 1 pt  |

- Coll del Galibier. Categoria especial (km 79)

| 1r  | Stefan Schumacher   | 20 pts |
| 2n  | Rémy di Grégorio    | 18 pts |
| 3r  | Rubén Pérez Moreno  | 16 pts |
| 4t  | Peter Velits        | 14 pts |
| 5è  | Bernhard Kohl       | 12 pts |
| 6è  | Thomas Voeckler     | 10 pts |
| 7è  | John-Lee Augustyn   | 8 pts  |
| 8è  | Amets Txurruka      | 7 pts  |
| 9è  | Kanstantsín Siutsou | 6 pts  |
| 10è | Carlos Barredo      | 5 pts  |

- Coll de la Croix de Fer. Categoria especial (km 156)

| 1r  | Peter Velits          | 20 pts |
| 2n  | Bernhard Kohl         | 18 pts |
| 3r  | Kurt Asle Arvesen     | 16 pts |
| 4t  | Andy Schleck          | 14 pts |
| 5è  | Christian Vande Velde | 12 pts |
| 6è  | Fränk Schleck         | 10 pts |
| 7è  | Christopher Froome    | 8 pts  |
| 8è  | David Moncoutié       | 7 pts  |
| 9è  | Kim Kirchen           | 6 pts  |
| 10è | Carlos Sastre         | 5 pts  |

- Aup d'Uès. Categoria especial (km 210,5)

| 1r  | Carlos Sastre         | 40 pts |
| 2n  | Samuel Sánchez        | 36 pts |
| 3r  | Andy Schleck          | 32 pts |
| 4t  | Alejandro Valverde    | 28 pts |
| 5è  | Fränk Schleck         | 24 pts |
| 6è  | Vladímir Iefimkin     | 20 pts |
| 7è  | Cadel Evans           | 16 pts |
| 8è  | Denís Ménxov          | 14 pts |
| 9è  | Christian Vande Velde | 12 pts |
| 10è | Bernhard Kohl         | 10 pts |

## Classificació de l'etapa
| Pos. | Ciclista              | Equip             | Temps      |
| ---- | --------------------- | ----------------- | ---------- |
| 1.   | Carlos Sastre         | Team CSC          | 6h 07' 58" |
| 2.   | Samuel Sánchez        | Euskaltel-Euskadi | + 02' 03"  |
| 3.   | Andy Schleck          | Team CSC          | + 02' 03"  |
| 4.   | Alejandro Valverde    | Caisse d'Epargne  | + 02' 13"  |
| 5.   | Fränk Schleck         | Team CSC          | + 02' 13"  |
| 6.   | Vladímir Iefimkin     | AG2R Prévoyance   | + 02' 15"  |
| 7.   | Cadel Evans           | Silence-Lotto     | + 02' 15"  |
| 8.   | Denís Ménxov          | Rabobank ProTeam  | + 02' 15"  |
| 9.   | Christian Vande Velde | Columbia          | + 02' 15"  |
| 10.  | Bernhard Kohl         | Gerolsteiner      | + 02' 15"  |

## Classificació general
| Pos. | Ciclista              | Equip             | Temps       |
| ---- | --------------------- | ----------------- | ----------- |
| 1.   | Carlos Sastre         | Team CSC          | 74h 39' 03" |
| 2.   | Fränk Schleck         | Team CSC          | + 01' 24"   |
| 3.   | Bernhard Kohl         | Gerolsteiner      | + 01' 33"   |
| 4.   | Cadel Evans           | Silence-Lotto     | + 01' 34"   |
| 5.   | Denís Ménxov          | Rabobank ProTeam  | + 02' 39"   |
| 6.   | Christian Vande Velde | Garmin Chipotle   | + 04' 41"   |
| 7.   | Alejandro Valverde    | Caisse d'Epargne  | + 05' 35"   |
| 8.   | Samuel Sánchez        | Euskaltel-Euskadi | + 05' 52"   |
| 9.   | Tadej Valjavec        | AG2R Prévoyance   | + 08' 10"   |
| 10.  | Vladímir Iefimkin     | AG2R Prévoyance   | + 08' 24"   |

## Classificacions annexes

### Classificació per punts
| Classificació per punts | Total   |
| ----------------------- | ------- |
| Óscar Freire            | 219 pts |
| Thor Hushovd            | 172 pts |
| Erik Zabel              | 167 pts |

### Classificació de la muntanya
| Classificació de la muntanya | Total   |
| ---------------------------- | ------- |
| Bernhard Kohl                | 125 pts |
| Fränk Schleck                | 80 pts  |
| Carlos Sastre                | 80 pts  |

### Classificació del millor jove
| Classificació del millor jove | Total        |
| ----------------------------- | ------------ |
| Andy Schleck                  | 74 h 49' 18" |
| Roman Kreuziger               | + 1' 58"     |
| Vincenzo Nibali               | + 15' 24"    |

### Classificació per equips
| Classificació per equips | Total         |
| ------------------------ | ------------- |
| CSC-Saxo Bank            | 223 h 50' 44" |
| AG2R Prévoyance          | + 9' 27"      |
| Rabobank ProTeam         | + 1 h 01' 06" |

### Combativitat
Peter Velits (Team Milram)

## Abandonaments
Jimmy Casper (Agritubel), fora de control.